# 2-Poliprenil-6-hidroksifenil metilaza
2-Poliprenil-6-hidroksifenil metilaza (EC 2.1.1.222, ubiG (gen), ubiG metiltransferaza, 2-oktaprenil-6-hidroksifenil metilaza) je enzim sa sistematskim imenom S-adenozil--metionin:3-(sve-trans-poliprenil)benzen-1,2-diol 2-O-metiltransferaza. Ovaj enzim katalizuje sledeću hemijsku reakciju
-adenozil--metionin + 3-(sve-trans-poliprenil)benzen-1,2-diol {\displaystyle \rightleftharpoons } -adenozil-L-homocistein + 2-metoksi-6-(sve-trans-poliprenil)fenol
UbiG katalizuje oba metilaciona koraka u biosintezi ubihinona kod Escherichia coli. Druga metilacija je klasifikovana kao EC 2.1.1.64 (3-demetilubihinol 3-O-metiltransferaza). Kod eukariota Coq3 katalizuje dva metilaciona koraka biosinteze ubihinona.

## Literatura
- Nicholas C. Price; Lewis Stevens (1999). Fundamentals of Enzymology: The Cell and Molecular Biology of Catalytic Proteins (Third изд.). USA: Oxford University Press. ISBN 019850229X.
- Eric J. Toone (2006). Advances in Enzymology and Related Areas of Molecular Biology, Protein Evolution (Volume 75 изд.). Wiley-Interscience. ISBN 0471205036.
- Branden C; Tooze J. Introduction to Protein Structure. New York, NY: Garland Publishing. ISBN 0-8153-2305-0.
- Irwin H. Segel. Enzyme Kinetics: Behavior and Analysis of Rapid Equilibrium and Steady-State Enzyme Systems (Book 44 изд.). Wiley Classics Library. ISBN 0471303097.
- William P. Jencks (1987). Catalysis in Chemistry and Enzymology. Dover Publications. ISBN 0486654605.

## Spoljašnje veze
- 2-polyprenyl-6-hydroxyphenyl+methylase на 